# Departament de Caquetá
Caquetá és un departament de Colòmbia. La població indígena del Caquetá pertany a les ètnies witoto, coreguaje, macaguaje i carijona. El departament inclou els municipis de:
- Albania
- Belén de los Andaquies
- Cartagena del Chairá
- Currillo
- El Doncello
- El Paujil
- Florencia (capital)
- La Montañita
- Milán
- Morelia
- Puerto Rico
- San José del Fragua
- San Vicente del Caguán
- Solano
- Solita
- Valparaíso